# ヨハン・ルートヴィヒ・クリスト

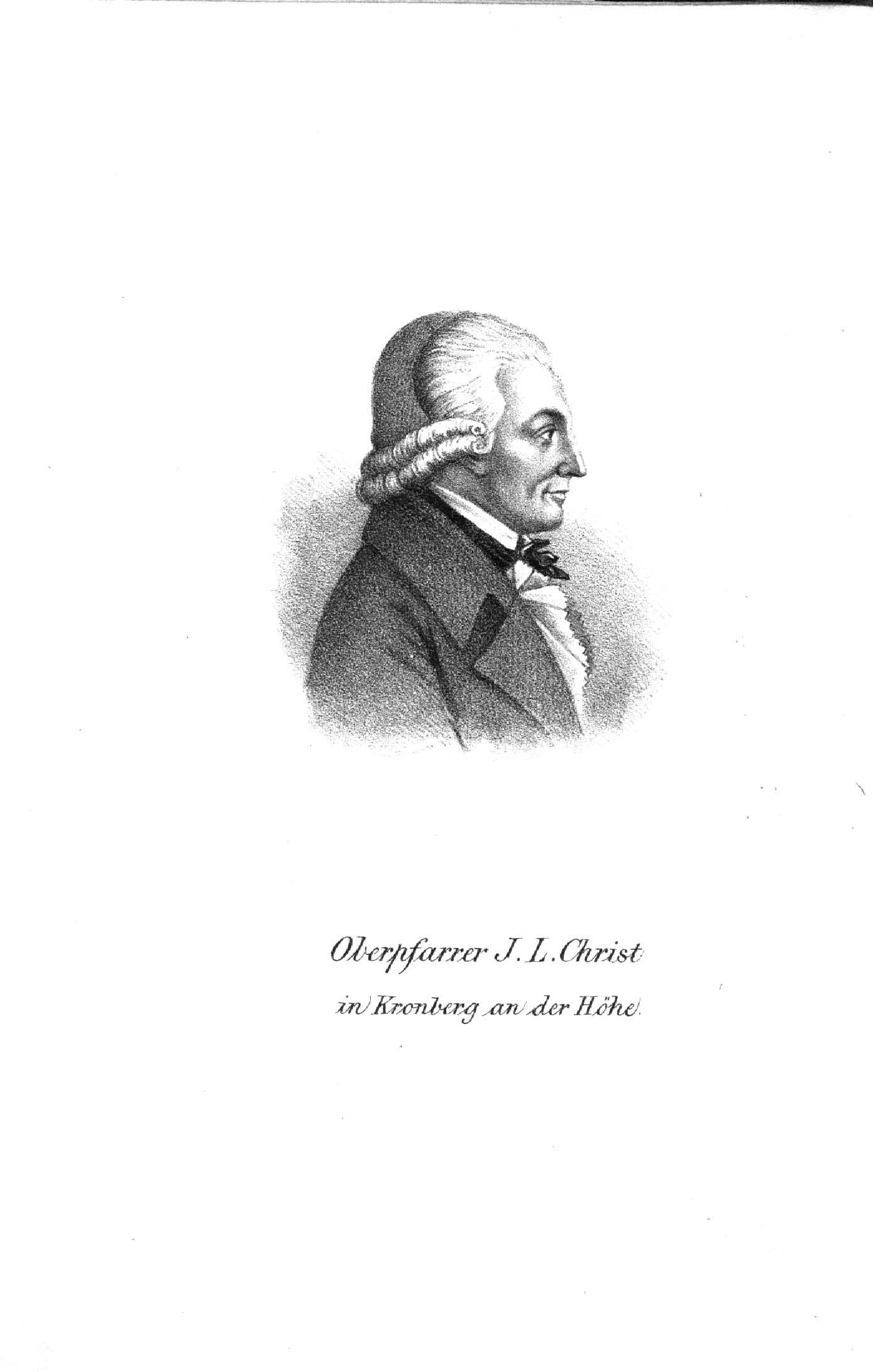
ヨハン・ルートヴィヒ・クリスト

ヨハン・ルートヴィヒ・クリスト（Johann Ludwig Christ、1739年10月18日 - 1813年11月18日)はドイツの牧師、果樹研究家、昆虫学者である。

## 生涯
エーリンゲンにて、王室の書記の息子として生まれた。チュービンゲン、エルランゲン、アルトドルフ・バイ・ニュルンベルクで神学だけでなく、数理科学も学んだ。説教者として、彼は1764年からフランクフルトのベルゲン地区、1767年から現在のリュディクハイム（現在のノイベルク）、1776年からロドハイム（現在のロスバッハ・フォン・デア・ヘーヘの一地区）、1786年からクローンベルク・イム・タウヌスのルター派の牧師として働いた。
聖職者として働く傍ら、果樹栽培や養蜂などの農業の分野の研究と実践を行った。クローンベルクで、小規模農民の訓練を組織し、『果樹栽培法』（"Vollständige Pomologie"）なと果樹に関する多くの書物を執筆した。著書は好評を博し、果樹園芸学（pomology）の標準的なテキストとなり、クリストは「果物牧師」と呼ばれることになった。
昆虫学の分野では、ハチの研究を行い、『ミツバチとハチとアリの自然誌、分類、命名法』（"Naturgeschichte, Klassifikation und Nomenklatur der Insekten vom Bienen, Wespen und Ameisengeschlecht"）を著した。

## 著書

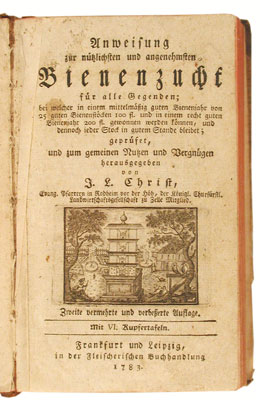
昆虫学の著書の扉

- Anweisung zur nützlichen und angenehmen Bienenzucht für alle Gegenden, 1783
- Bienenkatechismus für das Landvolk, 1784
- Güldenes ABC-Buch für die Bauern, 1787
- Genaue und deutliche Beschreibung des vorzüglichsten Dörrofens mit zirkulirenden Rauchgängen, nach Zoll und Werkschuen des Rheinländischen Maasstabs, ca. 1790.
- Naturgeschichte, Klassification und Nomenclatur der Insekten vom Bienen, Wespen und Ameisengeschlecht, 1791
- Der Baumgärtner auf dem Dorfe, 1792
- Handbuch der Obstbauzucht und Obstlehre, 1794
- Pomologisches praktisches Handwörterbuch, 1802
- Allgemeines theoretisch-praktisches Wörterbuch über die Bienenkenntnis und Bienenzucht, 1805
- Vollständige Pomologie, 1809–12
- Allgemeines praktisches Gartenhandbuch über den Küchen- und Gartenbau, 1813